# Antonio Cabiati
Antonio Galliano Giacomo Cabiati (Laigueglia, 30 aprile 1898 – Casale Monferrato, 4 maggio 1954) è stato un calciatore italiano, di ruolo mediano.

## Carriera
Dopo aver militato per due stagioni nel Savona, nel 1922 partecipò con il Vado alla prima Coppa Italia. La sua squadra si aggiudicò a sorpresa il titolo, battendo in finale l'Udinese. Nello stesso anno si aggiudicò con il Vado il titolo di campione ligure della Promozione 1921-1922, ottenendo il diritto, a seguito del Compromesso Colombo, di partecipare alla neonata Seconda Divisione la stagione seguente.
Dopo una parentesi nel Pastore di Torino militò ancora nel Vado nel campionato di Seconda Divisione 1923-1924, chiuso al terzo del Girone B, e a fine stagione lasciò il sodalizio ligure.

## Palmarès
- Coppa Italia:

Vado: 1922